# Rotheca teaguei
Rotheca teaguei là một loài thực vật có hoa trong họ Hoa môi. Loài này được (Hutch.) R.Fern. mô tả khoa học đầu tiên năm 2000.